# 12 Uralska Dywizja Strzelecka
12 Uralska Dywizja Strzelecka (ros. 12-я Уральская стрелковая дивизия) – związek taktyczny piechoty Białych na Syberii podczas wojny domowej w Rosji.

## Historia
4 października 1918 r. w Jekaterynburgu została sformowana 2 Kadrowa Dywizja Strzelecka Omskiego Okręgu Wojskowego III Uralskiego Korpusu Armijnego. Składała się z 4, 6 i 8 Uralskich Kadrowych Pułków Strzelców Górskich (przemianowanych wkrótce na 5, 6 i 8 Kadrowe Pułki Strzeleckie), 2 Kadrowej Kompanii Inżynierskiej i Uralskiego Kadrowego Dywizjonu Artylerii. Na pocz. grudnia 2 Kadrowa Dywizja Strzelecka, stacjonująca w Tomsku, została przeformowana w 12 Uralską Dywizję Strzelecką. W skład dywizji wchodziły 45 Syberyjski Pułk Strzelecki, 46 Isetstki Pułk Strzelecki, 47 Tagiłski Pułk Strzelecki i 48 Turyński Pułk Strzelecki i 12 Uralski Strzelecki Dywizjon Artylerii. Dywizja trafiła na front na przełomie 1918/1919 r., bez 46 Isemskiego Pułku Strzeleckiego, który pozostał w Tomsku w celu pełnienia służby garnizonowej. Została podporządkowana VI Uralskiemu Korpusowi Armijnemu Armii Zachodniej. Podczas ciężkich walk ofensywnych z wojskami bolszewickimi w toku wiosennej ofensywy wojsk Kołczaka poniosła duże straty. Pod koniec maja 1919 r., po rozformowaniu korpusu, podporządkowano ją Ufimskiej Grupie Wojskowej 3 Armii Frontu Wschodniego. We wrześniu w składzie dywizji były tylko dwa pułki piechoty i dywizjon artylerii. Dostała ona jednak uzupełnienia z rozformowanej 6 Uralskiej Dywizji Strzeleckiej. Wczesną jesienią w rejonie stacji kolejowej Saraj-Gir nad rzeczką Dema doszło do zorganizowania buntu przez zrewolucjonizowanych Ukraińców z Kurenia im. Tarasa Szewczenki, wchodzącego w skład dywizji. Przeszli oni z bronią w ręku na pozycje bolszewickie, w wyniku czego w linii frontu powstał wyłom. Wykorzystały to oddziały bolszewickie, atakując znienacka 12 Uralską Dywizję Strzelecką, w wyniku czego poniosła ona bardzo duże straty. Od poł. listopada resztki dywizji wzięły udział w tzw. Wielkim Syberyjskim Marszu Lodowym, czyli odwrocie wojsk Białych na Zabajkale. Po przybyciu do Czyty na pocz. marca 1920 r., zostały włączone do 12 Uralskiego Pułku Strzeleckiego, zaś konni uzupełnili Ałtajski Dywizjon Kawalerii, który przeformowano w Uralsko-Ałtajski Pułk Kawalerii.

## Dowódcy
- płk (gen. mjr) Rūdolfs Bangerskis (do listopada 1919 r.)
- płk Borżinski (do lutego 1920 r.)
- płk Butenko

## Szefowie sztabu
- ppłk Szochow (do pocz. lutego 1919 r.)
- kpt. Gierasimowicz (do kwietnia 1919 r.)
- kpt. Gołyszew (do września 1919 r.)